# Eva, la trailera
 (срп. Превозница Ева) америчка је теленовела, продукцијске куће Телемундо, снимана 2016.

## Синопсис
Ева Солер је јака, одлучна и веома лепа жена. Од детињства је највише времена проводила на путу, уз оца камионџију, па је касније и сама постала возачица огромног возила. Амбициозна и проницљива, са супругом Армандом Монтесом основала је транспортно предузеће ”Мон-сол”, захваљујући чему је стекла велико богатство. Упркос томе, остала је једноставна и срдачна – не обазире се на говоркања богаташа о свом стилу одевања, нити на њихове критике.
Некад је била заљубљена у свог супруга, али досадила су јој његова пијанчења, а дубоко је разочарана његовим односом према њиховој аутистичној ћерки Фабиоли. Оно што она не зна, јесте да је Армандо годинама вара с њеном најбољом пријатељицом Марлене, те да ће је управо он послати иза решетака. Прво ће покушати да је убије, а потом ће је оптужити за убиство. Кад је сместе у ћелију, Ева ће се заклети на освету својим непријатељима. Није спремна да опрости банкрот, затвор, јавни линч...
Но, није све тако једноставно. Горчину ће ублажити Пабло Контрерас, бивши полицајац и прикривени тајни агент који је упознао Еву кад је дошао у ”Мон-сол” да истражи говоркања о вишемилионским преварама у компанији. Међу њима се рађа љубав коју угрожава Бети, заводница заљубљена у Пабла, али и сама Ева, која објављује рат том осећању након што заврши у затвору. Ништа је неће зауставити, па ни судбина, чије ће путеве газити уздигнуте главе не гледајући иза себе. Јер Ева Солер, некад ведра и насмејана, сад је дубоко рањена, неукротива звер, спремна да покоси све пред собом...

## Глумачка постава

### Главне улоге
| Глумац:         | Улога:          |
| --------------- | --------------- |
| Едит Гонзалез   | Ева Солер       |
| Арап Бетке      | Пабло Контрерас |
| Хорхе Луис Пила | Армандо Монтес  |

### Споредне улоге
| Глумац:               | Улога:                    |
| --------------------- | ------------------------- |
| Ерика де ла Роса      | Марлен Паласиос           |
| Хавијер Дијаз Дуењас  | Мартин Контрерас          |
| Ванеса Бауче          | Бери Карденас             |
| Хенри Зака            | Роберт Монтеверде         |
| Роберто Матеос        | Пончо Могољон             |
| Антонио Гаона         | Андрес Паласиос           |
| Кати Барбери          | Синтија Монтеверде        |
| Габи Боргес           | Тереса Агилар             |
| Карен Сентијес        | Кармен Солер              |
| Мини Вест             | Адријана Монтес Солер     |
| Адријан Карбахал      | Хуарез                    |
| Џонатан Фреудман      | Роберт „Боби“ Монтеверде  |
| Мичел Варгас          | Софија Солер              |
| Хорхе Едуардо Гарсија | Дијего Контрерас          |
| Никол Аполонио        | Фабиола Монтес Солер      |
| Моника Санчез Наваро  | Федерика Миравал          |
| Палома Маркез         | Вирхинија Бланко          |
| Ана Осорио            | Камила Росас              |
| Марта Михарес         | Берта Гонзалез            |
| Дајана Гарос          | Марисол                   |
| Алфредо Хуерека       | Евенсио Мелгар            |
| Марица Бустаманте     | Ана Марија Гранадос       |
| Марија Ракенел        | Ребека Марин              |
| Тони Вела             | Антонио „Ел Чиво“ Гарсија |
| Адријана Бермудез     | Ноеми Авила               |
| Густаво Педраза       | Естебан Коралес           |
| Кристијан Каталди     | Хорхе                     |
| Едуардо Шилински      | Ернесто Солер             |
| Омар Герменос         | Рејналдо Сантакруз        |
| Алпа Акоста           | Анастасија Солер          |